# Tisserin du Cap
Ploceus capensis
Espèce
Statut de conservation UICN

 LC  : Préoccupation mineure
Le Tisserin du Cap (Ploceus capensis) est une espèce de passereau de la famille des Ploceidae.

## Répartition
Il vit à travers l'Afrique du Sud, le Lesotho et le Swaziland.

## Habitat
Cette espèce commune habite les prairies, les champs et les fynbos, souvent près des rivières. Il vit en colonies bruyantes dans les arbres (souvent des saules ou des eucalyptus, rarement des palmiers) et les roselières.

## Nidification
Ce tisserin construit un grand nid grossièrement tissé fait d'herbe et de longues feuilles, avec une entrée orientée vers le bas, suspendu à une branche ou un roseau. L'Ibis hagedash niche parfois dans les colonies de tisserins.

## Description

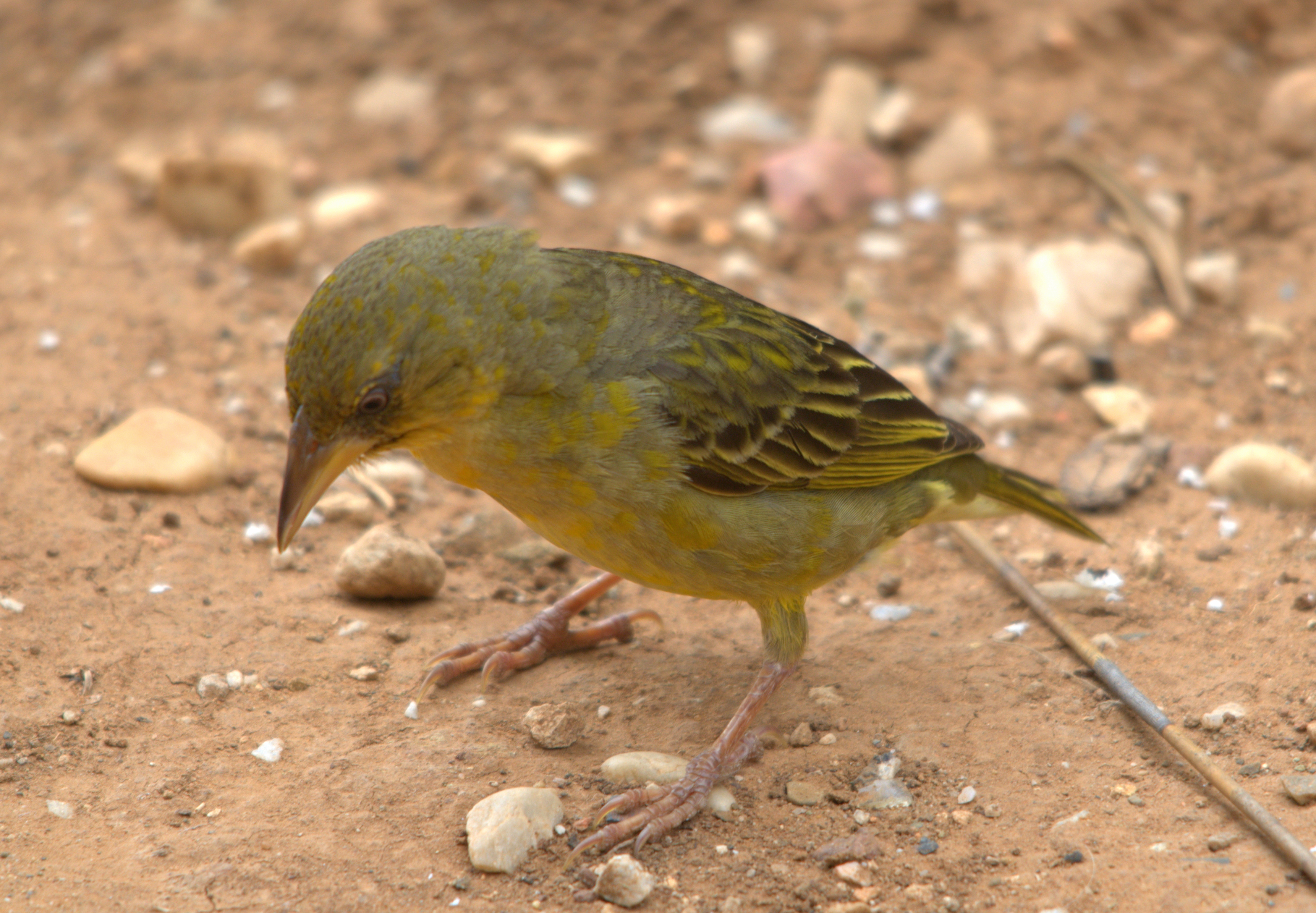
femelle

C'est un oiseau trapu 17 cm de long avec les parties supérieures striées brun-olive et un long bec pointu conique. Le mâle reproducteur a le ventre et la tête jaune, la face orange et les iris blancs.
La femelle adulte a une tête et la poitrine jaune, l'ombre à jaune pâle sur le bas-ventre. Ses yeux sont bruns. Les jeunes sont semblables à la femelle.

## Alimentation
Il se nourrit de graines, de céréales et d'insectes.

## Voix
Les cris de cet oiseau incluent un zouit-zouit dur.